# Allison Mollin
Allison Mollin (7 luglio 2004) è una sciatrice alpina statunitense.

## Biografia
Specialista delle prove veloci attiva dal novembre del 2020, in Nor-Am Cup la Mollin ha esordito il 18 novembre 2021 a Copper Mountain in slalom gigante, senza completare la prova, ha conquistato il primo podio il 7 dicembre 2022 nella medesima località in discesa libera (2ª) e la prima vittoria il 6 dicembre 2023 ancora a Copper Mountain in discesa libera. Ha debuttato in Coppa del Mondo il 16 febbraio 2024 a Crans-Montana in discesa libera (47ª); non ha preso parte a rassegne olimpiche o iridate.

## Palmarès

### Nor-Am Cup
- Miglior piazzamento in classifica generale: 3ª nel 2024
- Vincitrice della classifica di discesa libera nel 2024
- Vincitrice della classifica di supergigante nel 2024
- 7 podi:
  - 4 vittorie
  - 3 secondi posti

#### Nor-Am Cup - vittorie
| Data            | Località        | Paese       | Specialità |
| --------------- | --------------- | ----------- | ---------- |
| 6 dicembre 2023 | Copper Mountain | Stati Uniti | DH         |
| 9 dicembre 2023 | Copper Mountain | Stati Uniti | SG         |
| 9 dicembre 2023 | Copper Mountain | Stati Uniti | SG         |
| 2 aprile 2024   | Panorama        | Canada      | DH         |

Legenda:

DH = discesa libera

SG = supergigante

### Campionati statunitensi
- 1 medaglia:
  - 1 argento (supergigante nel 2024)